# 2-溴丁酸
2-溴丁酸是一种有机溴化合物，化学式为CH3CH2CHBrCOOH。它可由NBS和正丁酸在四氯化碳中由AIBN催化回流反应得到，其它以NBS为溴化剂方法也有报道，如在硫酸催化下以三氟乙酸为溶剂反应来制备。它可以和苯硫酚在氢氧化钠的乙醇溶液中反应，得到2-苯硫基丁酸钠。它和草酰氯反应，得到2-溴丁酰氯。